# 斯普林克里克鎮區 (明尼蘇達州諾曼縣)
斯普林克里克鎮區（英語：Spring Creek Township）是位於美國明尼蘇達州諾曼縣的一個行政鎮區，於1880年設立。

## 地方資料
斯普林克里克鎮區的面積為93.52平方千米，當中陸地面積為93.05平方千米，而水域面積為0.47平方千米。根據2020年美國人口普查的數據，當地共有人口67人，而人口密度為每平方千米0.72人。